# Fiber Distributed Data Interface
Das Fiber Distributed Data Interface (FDDI, umgangssprachlich auch Lichtwellenleiter-Metro-Ring) ist eine Ende der 1980er Jahre entwickelte standardisierte 100-Mbit/s-Netzstruktur für lokale Netze (ANSI-Standard X3T9.5). Als Medium werden Glasfaserkabel in einem doppelten, gegenläufigen Ring mit Token-Zugriffsmechanismus verwendet. 1994 wurde der FDDI-Standard erweitert und die Übertragung auch über geschirmte (STP) und ungeschirmte (UTP Typ 5) verdrillte Kupferleitungen standardisiert (CDDI, C für Copper). FDDI wurde nach und nach durch kostengünstige Ethernet-Technik verdrängt. Marktführende Hersteller von Netzkomponenten bieten für ihre Produkte keine FDDI-Unterstützung mehr an, so dass die Technik als veraltet gilt.

## Standards
- ANSI X3T9.5, Physical Media Dependent (PMD) Spezifikation, Zugriff auf Medium (LWL, Kupfer)
- ANSI X3T9.5, Physical (PHY) Spezifikation, Codierung der Daten mit Taktinformation
- ANSI X3.139, Media Access Control (MAC) Spezifikation, Token-Passing, Frame-Format, Ringaufbau
- ANSI X39.5, Station Management (SMT) Spezifikation, Verbindungs- und Ringaufbau, Fehlererkennung und Beseitigung, Stationsmanagement.

Folgende Eigenschaften zeichnen FDDI-Netze aus:
- Medium: Glasfaser 1300 nm
- Frequenzband: Basisband
- Datenrate: 100 Mbit/s / 155 Mbit/s / 1000 Mbit/s
- Topologie: Doppelring (Datenring und Reservering)
- Arbitrierung: Token
- Fehlertoleranz: max. 1 Station (zusätzlich Bypassmöglichkeit)
- Abstand zwischen benachbarten Stationen: max. 2 km
- Ringlänge: max. 100–200 km
- Stationen bei einfachem Ring: max. 1.000
- Stationen bei doppeltem Ring: max. 500

FDDI-Ring mit Routern und Konzentratoren

FDDI-Ringe sind normalerweise als „Doppelring mit Bäumen“ aufgebaut. Eine kleine Geräteanzahl (Router und Konzentratoren) wird an beide Ringe angeschlossen (dual attached). Normale Rechner werden dann an Router oder Konzentratoren über einfache Lichtwellenleiter angeschlossen.
Normalerweise wird nur ein Ring verwendet. Ein Token durchläuft alle Stationen des Rings. Es muss von jeder Station, die es empfängt, weitergeleitet werden. Falls eine Station senden will, wartet sie auf das Token, sendet die ausstehenden Daten und hängt wieder ein Token an.

Ausfall einer Station im FDDI-Ring

Fällt eine Station auf dem Ring aus, so wird der zweite (Reserve-)Ring in Gegenrichtung verwendet. Vor und hinter der fehlerhaften Station werden die Daten zurückgesendet, sodass ein Einfachring entsteht. Fällt eine weitere Station aus, kommt es zur Separation des Netzes. Der Standard sieht zwar einen optischen Bypass vor, in der Praxis funktioniert dies aber nicht immer zuverlässig.
FDDI war in den 1990er Jahren der designierte Nachfolger für das alte 10-Mbit-Ethernet. Neue Entwicklungen wie Gigabit-Ethernet und ATM waren jedoch schneller, wesentlich kostengünstiger und leichter einzusetzen. FDDI hat aber in einem anderen Bereich Bedeutung erlangt: Es wird wegen seiner hohen Reichweite und Ausfallsicherheit oft als zentrale LAN-Struktur (Backbone) eingesetzt, über den mehrere Ethernet- oder Token-Ring-Netze miteinander verbunden werden.
Um über FDDI-Netze zumindest in geringem Umfang auch Multimedia-Applikationen betreiben zu können, wurde die eingeschränkt echtzeitfähige FDDI-Version 2 geschaffen. Neben der für alle Stationen verfügbaren „Shared-Media“-Bandbreite wurden dafür 64-kbit/s-Datenkanäle definiert, die für isochrone Anwendungen wie Video- oder Audioapplikationen reserviert sind. Die Übertragungszeit innerhalb dieser Datenkanäle beträgt 125 µs.

## Anschlussmöglichkeiten

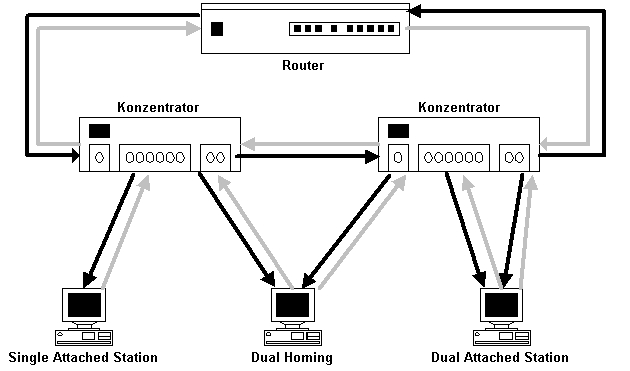
Anschlussarten im Überblick

FDDI-Geräte werden in zwei Klassen eingeteilt. Geräte der Class A können direkt in den Ring eingebunden werden, dies können Router, Konzentratoren oder auch Arbeitsstationen mit zwei Anschlüssen sein. Maßgebliches Kriterium sind hierbei mindestens zwei verfügbare Anschlüsse. Geräte mit nur einem FDDI-Interface werden als Class-B-Geräte bezeichnet und können nicht direkt in den Ring eingebunden werden.
Um nun Geräte der Class B anschließen zu können, bedarf es Geräte der Class A, die zusätzliche Anschlüsse für Class-B-Geräte zur Verfügung stellen, diese Geräte nennt man Konzentratoren. Erst der Einsatz von Konzentratoren erlaubt es, Baum- und Ringstrukturen zu bilden und zu verbinden.

### Konzentratoren
Konzentratoren sind das Rückgrat eines jeden FDDI-Systems, sie dienen als Verteiler und binden Single Attached Stations (SAS) in den FDDI-Ring ein. Ein Ausfall eines FDDI-Konzentrators oder dessen Abschaltung unterbricht den Ring und führt zu einer Neukonfiguration. Der Ausfall oder das Abschalten einer SAS, die am Konzentrator angeschlossen ist, hat keinen Einfluss auf den primären FDDI-Doppelring, hierbei trennt der Konzentrator einfach die Station vom Ring ab und überbrückt die Verbindung im Inneren des Konzentrators. Analog der obigen Einteilung in Geräte der Class A oder Class B werden Konzentratoren in zwei Klassen eingeteilt:
- Class-A-Konzentratoren werden als Dual Attached Concentrators (DAC) bezeichnet
- Class-B-Konzentratoren werden als Single Attached Concentrators (SAC) bezeichnet

### Single Attached Stations
Single Attached Stations (SAS) sind Stationen mit nur einem Netzanschluss, sie können nicht in den Doppelring eingebracht werden und sind Geräte der Class B. Typische SAS sind Server oder einfache Konzentratoren. Ein Ausfall hat keine Rekonfiguration des Doppelrings zur Folge, sondern wird im übergeordneten Gerät durch einen Bypass abgefangen. Aus einem Geflecht mit reinen SAS kann die größte Ausdehnung mit den meisten Stationen gebildet werden, jedoch zum Preis des größten Ausfallrisikos.

### Dual Attached Stations
Dual Attached Stations (DAS) sind Stationen, die direkt in den FDDI-Doppelring eingebracht werden können, aber nicht zwangsläufig im Doppelring eingebunden werden müssen, sie gehören der Class A an. Typische DAS sind Router, Konzentratoren oder wichtige Server, die nur kurze Wartungsintervalle erlauben. Fällt eine DAS, die im Doppelring eingebracht ist, aus oder wird eine derartige Station ausgeschaltet, kommt es zu einer Rekonfiguration des Rings, bei der der Sekundärring zum Einsatz gelangt. Tritt ein weiterer Ausfall auf, kommt es zu einer Trennung des Rings und zur Bildung zweier getrennter Ringe. Da der Ausfall eines Anschlusses einer DAS nicht zum Verbindungsabbruch führt, werden DAS überall dort eingesetzt, wo eine erhöhte Verfügbarkeit benötigt wird.

### Dual Homing
Eine dritte Art der Anbindung stellt das Dual Homing dar, hierbei wird eine DAS nicht an einem, sondern an zwei Konzentratoren angebunden. Diese besondere Art der Anbindung stellt die höchste Sicherheitsstufe in FDDI-Systemen dar und erlaubt es Ausfälle von Konzentratoren oder Netzinterfaces sicher abzufangen. Diese Art der Anbindung wird für wichtige Server mit einer maximalen Verfügbarkeit gewählt.

## Maximale Ausdehnung
In der einschlägigen Literatur finden sich Angaben wie 500 bis 1000 Stationen und 100 bis 200 km Reichweite. Dieser scheinbar recht großzügig bemessene Spielraum erklärt sich durch die beiden Anschlussarten SAS und DAS und die begrenzende Token Rotation Time, die sich im Mittel zwischen 4 und 165 ms bewegen soll. Als begrenzender Faktor kommt bei der maximalen Ringlänge hierbei die Ausbreitungsgeschwindigkeit des Lichtwellensignals im Leitungsmedium zum Tragen.
Dies bedeutet, dass ein nur aus DAS aufgebauter FDDI-Ring maximal 500 Stationen und eine Gesamtringlänge von bis zu 100 km erreichen kann. SAS-Ringe können 1000 Stationen haben und 200 km lang sein.
Dieser Umstand führt dazu, dass ein DAS-Ring sich im Fehlerfall so neukonfiguriert, dass der Sekundärring als Rückkanal verwendet wird und sich die Gesamtlänge des Rings dadurch fast verdoppelt. Bei einer SAS wird die gestörte Station einfach vom Netz genommen und der Ring verkürzt sich.